# Janovice v Podještědí
Obec Janovice v Podještědí (německy Johnsdorf) se nachází v okrese Liberec, kraj Liberecký. Žije zde 90 obyvatel.

## Historie
Obec Janovice v Podještědí se nachází v okresu Liberec, v nadmořské výšce 311 metrů a v současné době má 90 trvale žijících obyvatel. Počátky osady sahají do roku sahají až k roku 1273 a první písemná zmínka byla nalezena v zemských deskách z roku 1518. Na východní straně se nachází Ještědský hřbet na severu jsou Lužické hory.
Pověřeným úřadem pro obec je Městský úřad Jablonné v Podještědí. Obcí prochází silnice č 27244 vedoucí z Rynoltic do Žibřidic a v obci se k ní připojuje silnice č. 27245 na Dubnici a Stráž pod Ralskem.
K 1. lednu 2007 byla obec vyňata z okresu Česká Lípa a začleněno do dopravně bližšího okresu Liberec.

## Pamětihodnosti
- Venkovské domy čp. 29 a 75
- Poutní místo Janovické poustevny s Křížovou cestou

## Seznam starostů
- Jiří Svoboda (do listopadu 2018)
- Bohumil Zvolánek (od listopadu 2018)
- Petr Fenyk (od 2019 )